# Bastian Schweinsteiger
Bastian Schweinsteiger (Kolbermoor, 1º agosto 1984) è un ex calciatore tedesco, di ruolo centrocampista. Con la nazionale tedesca è diventato campione del mondo nel 2014.
Considerato uno dei migliori centrocampisti della sua generazione, per la sua consapevolezza tattica, posizionamento, passaggi e anche per la sua capacità di leggere e controllare il flusso del gioco. Joachim Löw ha definito Schweinsteiger uno dei più grandi giocatori che la Germania abbia mai prodotto.
Con la maglia del Bayern Monaco ha vinto otto campionati tedeschi, sette Coppe di Germania, due Coppe di Lega tedesche e due Supercoppe di Germania. Ha inoltre vinto una UEFA Champions League (2012-2013), una Supercoppa UEFA (2013) ed una Coppa del mondo per club (2013).
Con 26 trofei vinti tra nazionale e squadra di club, è il secondo calciatore tedesco più titolato dopo Thomas Müller.
Schweinsteiger ha giocato per la nazionale tedesca dal 2004 al 2016. È il quarto giocatore tedesco con più presenze di tutti i tempi, avendo messo a referto 121 presenze e segnato 24 gol. È stato selezionato dalla squadra per quattro Campionati europei e tre Coppe del Mondo, inclusa la vittoria alla Coppa del Mondo 2014. Inoltre, nella Coppa del Mondo FIFA 2014, è stato ampiamente considerato come uno dei più importanti contributori della vittoria della Germania, giocando un ruolo particolarmente importante nella marcatura di Lionel Messi in finale. Dopo il ritiro internazionale di Philipp Lahm il 2 settembre 2014, Schweinsteiger è stato nominato capitano della nazionale. Ha giocato la sua ultima partita con la Germania contro la Finlandia il 31 agosto 2016, dopo di che si è ritirato dalla rappresentativa nazionale.

## Biografia
Figlio di un imprenditore che gestisce un negozio di articoli sportivi a Oberaudorf, nell'Alta Baviera, che era un giocatore di football in Austria, è cresciuto con il fratello di due anni e cinque mesi più grande Tobias, che era un calciatore professionista nella 2. Fußball-Bundesliga di ruolo attaccante. Bastian Schweinsteiger ha frequentato la scuola secondaria statale Dientzenhofer a Brannenburg (circondario di Rosenheim), ha quindi frequentato la scuola secondaria comunale Adalbert-Stifter nel circondario di Haidhausen di Monaco, nella quale si è diplomato. Ha completato una formazione professionale come impiegato d'ufficio prima di dedicarsi interamente alla carriera professionistica di calciatore.
Schweinsteiger era anche uno sciatore talentuoso da bambino e spesso si imbatteva in Felix Neureuther alle gare, che riuscì a sconfiggere in più occasioni.
Il 12 luglio 2016, dopo due anni di relazione, si è sposato a Venezia con la ex tennista serba Ana Ivanović. Insieme hanno avuto due figli.

## Caratteristiche tecniche
Era un centrocampista completo, molto abile negli inserimenti e ad impostare il gioco; possedeva, inoltre, un tiro molto potente e preciso dalla distanza. Iniziò la carriera come ala destra, ma viene poi schierato diverse volte da Felix Magath come terzino destro, per essere infine definitivamente spostato in mediana da Louis van Gaal. Poteva ricoprire i ruoli di mediano, centrocampista centrale, centrocampista difensivo e trequartista.

## Carriera

### Club

#### Bayern Monaco

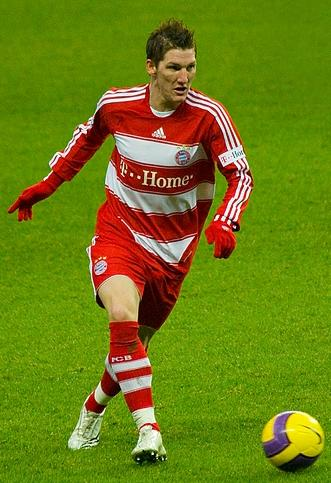
Schweinsteiger con la maglia del nel 2007

In gioventù è stato una promessa dello sci alpino e ha vinto anche molte gare di questa specialità riservate ai giovani. Entra nel Bayern Monaco ai tempi delle giovanili, nel 1998, e vince il campionato tedesco primavera nel 2002, esordendo nella squadra riserve del Bayern in terza divisione. Il tecnico Ottmar Hitzfeld lo fa esordire in Champions League nel novembre 2002. Nel 2002-2003 gioca 14 partite in campionato, contribuendo alla doppietta del Bayern con la vittoria in Bundesliga ed in Coppa di Germania.
Dopo un'ottima stagione nel 2003-2004 con 26 presenze e il suo primo gol in Bundesliga, viene sorprendentemente rimandato alle riserve del Bayern all'inizio della stagione 2004-2005 dall'allenatore Felix Magath. Tornato ben presto in prima squadra, segna anche un gol ai quarti di Champions League. Nella stagione 2005-2006 disputa 30 presenze in Bundesliga e segna 4 reti.
Vince il terzo titolo nazionale nel 2005-2006, mentre la stagione successiva si rivela fallimentare per il Bayern che, quarto in campionato, non si qualifica per la UEFA Champions League. Il 2007-2008 è una stagione ricca di successi e aggiunge al suo palmarès la quarta Bundesliga, la Coppa di Germania e la Supercoppa tedesca. Il 15 dicembre 2008, dopo esser stato molto vicino all'Inter (il trasferimento saltò solo perché i bavaresi non potettero acquistare il giocatore con cui intendevano sostituirlo, Aljaksandr Hleb, che preferì accasarsi al Barcellona), rinnova il contratto con il Bayern fino al giugno 2012.
L'anno 2009-2010 è l'anno più ricco di successi: oltre alla quinta vittoria in Bundesliga, con il Bayern Monaco vince anche la coppa nazionale e arriva sino alla finale di Champions League a Madrid, dove la squadra tedesca viene sconfitta dall'Inter di José Mourinho. Il 19 maggio 2012 perde la finale di Champions League per 4-3 (1-1) ai rigori, giocata all'Allianz Arena contro il Chelsea, sbagliando il rigore decisivo.
La stagione 2012-2013 lo vede tra i protagonisti dei risultati raggiunti dal Bayern Monaco. Il 6 aprile 2013 realizza, con un pregevole colpo di tacco su assist del compagno di squadra Philipp Lahm, il goal che permette al Bayern di superare in trasferta il Frankfurt e vincere con sei giornate d'anticipo la Bundesliga (si tratta del sesto titolo per Schweinsteiger).
Il 25 maggio seguente vince la sua prima Champions League, grazie alla vittoria dei bavaresi nella finale contro il Borussia Dortmund.
Il 1º giugno vince anche la sua sesta Coppa di Germania, ottenendo il treble con la compagine bavarese.
La stagione 2013-2014 si apre con la vittoria il 30 agosto 2013 della Supercoppa UEFA, ottenuta sconfiggendo ai rigori in finale la compagine londinese del Chelsea, dopo che i tempi supplementari si erano conclusi sul 2-2. Nel corso dell'annata la squadra bavarese conquista altri tre titoli, la Coppa del mondo per club, la Bundesliga e la Coppa di Germania.
Il 26 aprile 2015 vince il terzo campionato di fila con il Bayern, l'ottavo della sua carriera. Complessivamente con la maglia del Bayern Monaco in 13 anni ha collezionato 500 presenze e 68 gol vincendo 22 trofei.

#### Manchester United

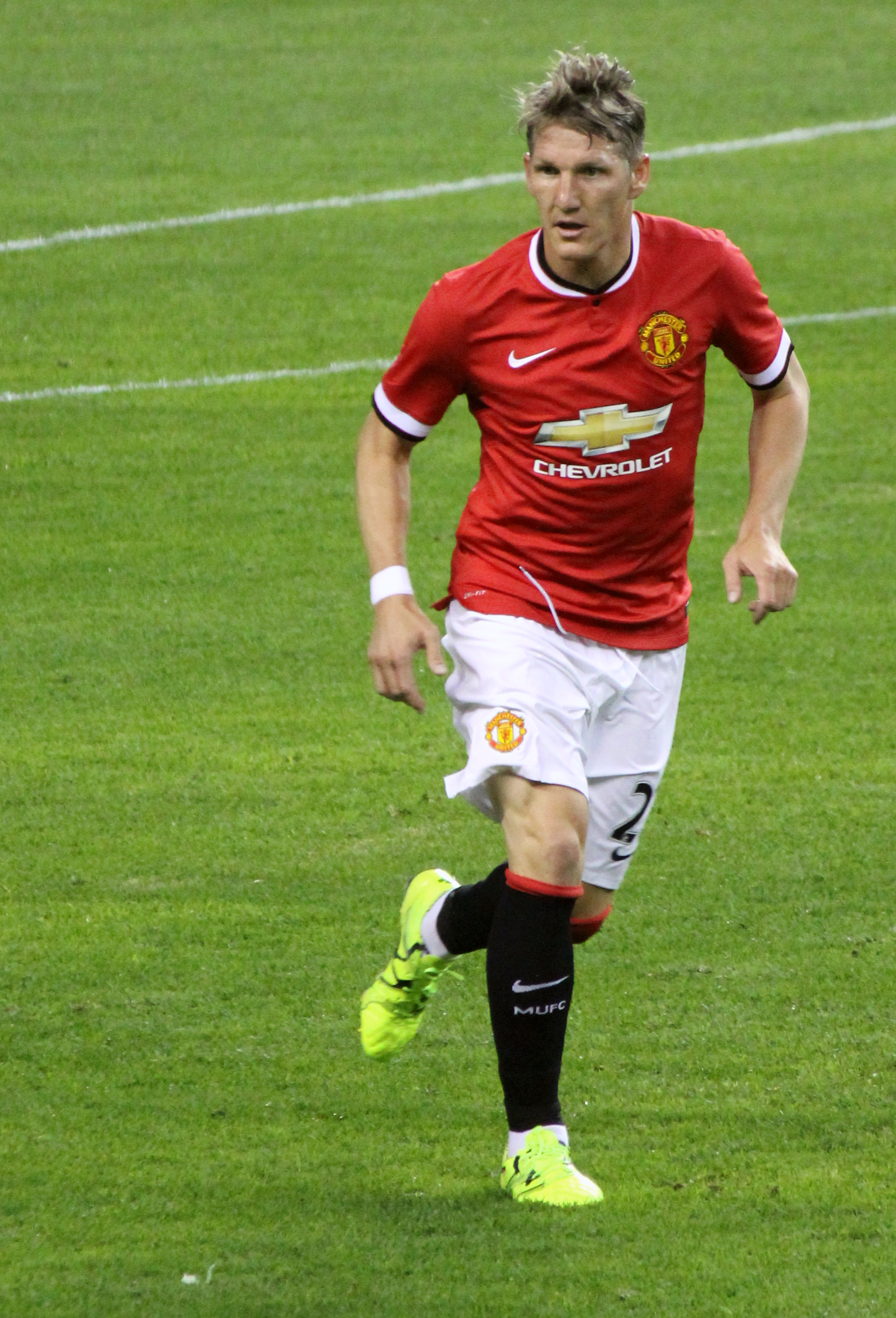
Schweinsteiger con la maglia del Manchester United nel 2015

L'11 luglio 2015 viene acquistato per 10 milioni di euro dal Manchester United, con cui firma un contratto triennale. L'8 agosto seguente fa il suo esordio con la nuova maglia, nella vittoria per 1-0 contro il Tottenham ad Old Trafford. Il 28 novembre segna il suo primo gol con i Red Devils, nella partita pareggiata per 1-1 sul campo del Leicester City. Chiude la sua stagione con 31 presenze tra campionato e coppe, realizzando una rete.
All'inizio della stagione 2016-2017, con l'arrivo di José Mourinho sulla panchina del Manchester United, Schweinsteiger viene tagliato dalla prima squadra ed inserito nella lista dei partenti; il tedesco rifiuta però di trasferirsi all'estero e si vede quindi costretto ad allenarsi con la formazione U-20 dello United. Viene reintegrato in rosa alla fine del mese di novembre, per via dei molti infortuni occorsi al centrocampo dei Red Devils. Il 30 novembre torna in campo dopo più di otto mesi, nella partita di Football League Cup vinta per 3-1 contro il West Ham, subentrando ad Anthony Martial all'87º minuto di gioco. Il 29 gennaio 2017 parte titolare nella vittoria per 4-0 contro il Wigan in FA Cup, segnando il gol che chiude il match. Il 22 febbraio seguente fa il suo esordio stagionale in Europa League, nel ritorno degli ottavi di finale vinto per 1-0 sul campo del Saint-Étienne, subentrando a Michael Carrick al 62º minuto di gioco.

#### Chicago Fire
Il 21 marzo 2017 viene acquistato dai Chicago Fire, franchigia statunitense militante nella Major League Soccer (MLS). Il 1º aprile successivo, esordisce nel 2-2 in casa contro i Montreal Impact. Nella stessa partita realizza anche la sua prima marcatura nel nuovo campionato, con un colpo di testa per l'1-0 momentaneo su cross di David Accam. Con i biancorossi dell'Illinois totalizza 24 presenze e 3 gol in regular season, ottenendo anche un 3º posto in classifica. Nel successivo turno di play-off, però, i Fire vengono battuti nel doppio scontro nel 1º turno dai New York Red Bulls, uscendo così anticipatamente dalla lotta al titolo. Nell'ottobre 2019 decide di ritirarsi dal calcio giocato, a 35 anni.

### Nazionale
Debutta con la maglia della nazionale tedesca nel 2004, contro l'Ungheria. Nello stesso anno viene chiamato a disputare il campionato d'Europa 2004 in Portogallo. Nella rassegna continentale fornisce l'assist grazie al quale il compagno Michael Ballack segna il gol della bandiera nella sfida persa contro la Rep. Ceca.
L'8 giugno 2005 va a segno per la prima volta in Nazionale nel 2-2 (in amichevole) contro la Russia, segnando una doppietta.
Viene inserito nella rosa tedesca anche per il campionato del mondo 2006: titolare fisso dei tedeschi, sigla una doppietta nella finale per il terzo posto vinta dalla Germania sul Portogallo per 3-1.

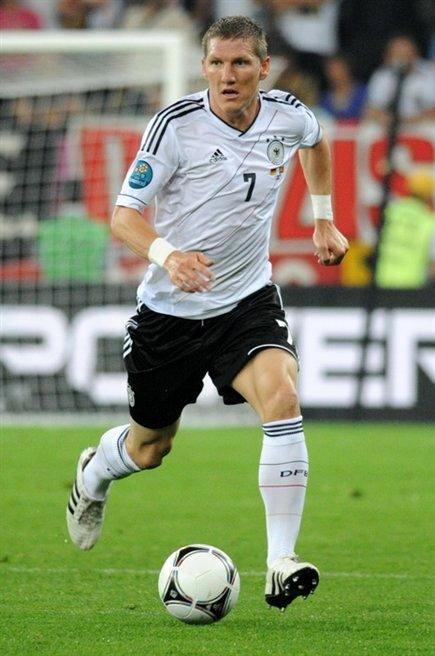
Schweinsteiger con la maglia della nel 2012

Nell'estate di due anni dopo viene convocato per il campionato d'Europa 2008 in Austria e Svizzera. Non gioca la prima partita contro la Polonia, si fa espellere nella seconda contro la Croazia, dovendo quindi saltare la terza partita, contro l'Austria. Si rivela però determinante nel quarto di finale contro il Portogallo segnando un gol e realizzando due assist per il 3-2 finale. Nella semifinale contro la Turchia è autore di un'altra buona prestazione coronata dal gol grazie al quale la Germania si porta sul temporaneo 1-1. In finale contro la Spagna, pur disputando un buon match, la sua Germania non incide e si deve accontentare della medaglia d'argento.

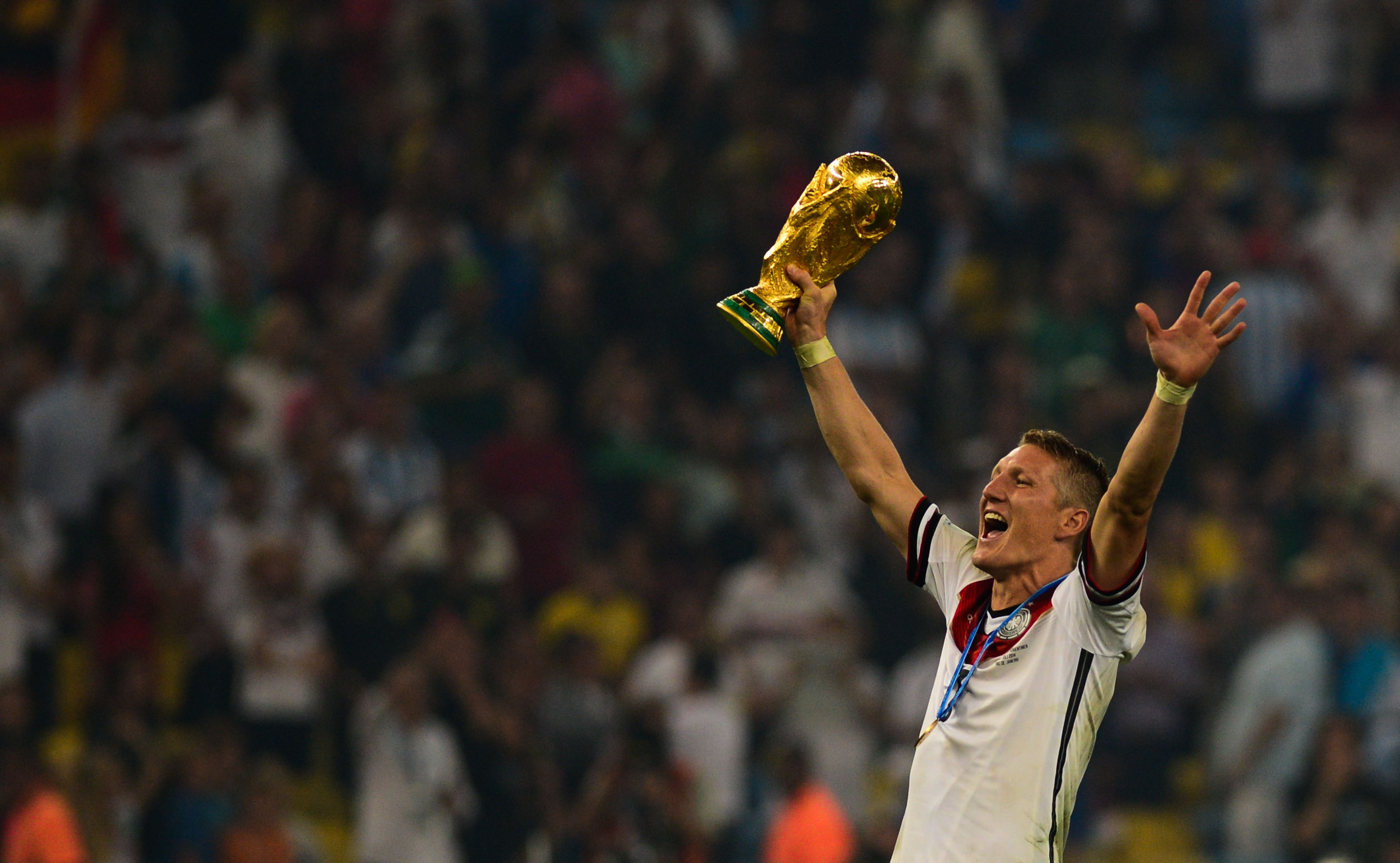
Schweinsteiger solleva la Coppa del Mondo vinta con la Germania al

Dopo essere giunto terzo con la sua Germania nel Campionato del Mondo 2010 e ad Euro 2012, si aggiudica da titolare la medaglia d'oro al Campionato del Mondo 2014, ottenuta battendo in finale l'Argentina per 1-0 grazie al goal decisivo di Götze durante i tempi supplementari.
Dopo il ritiro di Philipp Lahm dalla nazionale, diventa il nuovo capitano. Viene convocato per gli Europei 2016 in Francia, dove segna il gol del definitivo 2-0 nella partita di esordio vinta contro l'Ucraina, dopo aver sostituito al 90' Götze.
Il 29 luglio seguente annuncia il ritiro dalla Nazionale, dopo aver totalizzato 121 presenze e 24 gol in dodici anni:

## Statistiche

### Presenze e reti nei club
Statistiche aggiornate al termine della carriera da calciatore.
| Stagione                 | Squadra                  | Campionato               | Campionato | Campionato | Coppe nazionali | Coppe nazionali | Coppe nazionali | Coppe continentali | Coppe continentali | Coppe continentali | Altre coppe | Altre coppe | Altre coppe | Totale | Totale |
| Stagione                 | Squadra                  | Comp                     | Pres       | Reti       | Comp            | Pres            | Reti            | Comp               | Pres               | Reti               | Comp        | Pres        | Reti        | Pres   | Reti   |
| ------------------------ | ------------------------ | ------------------------ | ---------- | ---------- | --------------- | --------------- | --------------- | ------------------ | ------------------ | ------------------ | ----------- | ----------- | ----------- | ------ | ------ |
| 2001-2002                | Bayern Monaco II         | RSüd                     | 4          | 0          | CG              | -               | -               |                    | -                  | -                  | -           | -           | -           | 4      | 0      |
| 2002-2003                | Bayern Monaco II         | RSüd                     | 23         | 2          | CG              | 1               | 0               |                    | -                  | -                  | -           | -           | -           | 24     | 2      |
| 2003-2004                | Bayern Monaco II         | RSüd                     | 4          | 0          | CG              | -               | -               |                    | -                  | -                  | -           | -           | -           | 4      | 0      |
| 2004-2005                | Bayern Monaco II         | RSüd                     | 3          | 0          | CG              | 1               | 0               |                    | -                  | -                  | -           | -           | -           | 4      | 0      |
| Totale Bayern München II | Totale Bayern München II | Totale Bayern München II | 34         | 2          |                 | 2               | 0               |                    | -                  | -                  |             | -           | -           | 36     | 2      |
| 2002-2003                | Bayern Monaco            | BL                       | 14         | 0          | CG+CdL          | 1+0             | 2+0             | UCL                | 1                  | 0                  | -           | -           | -           | 16     | 2      |
| 2003-2004                | Bayern Monaco            | BL                       | 26         | 4          | CG+CdL          | 3+1             | 0               | UCL                | 3                  | 0                  | -           | -           | -           | 33     | 4      |
| 2004-2005                | Bayern Monaco            | BL                       | 26         | 3          | CG+CdL          | 5+0             | 0               | UCL                | 7                  | 1                  | -           | -           | -           | 38     | 4      |
| 2005-2006                | Bayern Monaco            | BL                       | 30         | 3          | CG+CdL          | 4+1             | 0               | UCL                | 7                  | 0                  | -           | -           | -           | 42     | 3      |
| 2006-2007                | Bayern Monaco            | BL                       | 27         | 4          | CG+CdL          | 3+2             | 0               | UCL                | 8                  | 2                  | -           | -           | -           | 40     | 6      |
| 2007-2008                | Bayern Monaco            | BL                       | 30         | 1          | CG+CdL          | 4+2             | 0+1             | CU                 | 12                 | 0                  | -           | -           | -           | 48     | 2      |
| 2008-2009                | Bayern Monaco            | BL                       | 31         | 5          | CG              | 4               | 2               | UCL                | 9                  | 2                  | -           | -           | -           | 44     | 9      |
| 2009-2010                | Bayern Monaco            | BL                       | 33         | 2          | CG              | 4               | 1               | UCL                | 12                 | 0                  | -           | -           | -           | 49     | 3      |
| 2010-2011                | Bayern Monaco            | BL                       | 32         | 4          | CG              | 5               | 2               | UCL                | 7                  | 2                  | SG          | 1           | 0           | 45     | 8      |
| 2011-2012                | Bayern Monaco            | BL                       | 22         | 3          | CG              | 3               | 1               | UCL                | 11                 | 1                  | -           | -           | -           | 36     | 5      |
| 2012-2013                | Bayern Monaco            | BL                       | 28         | 7          | CG              | 5               | 0               | UCL                | 12                 | 2                  | SG          | 0           | 0           | 45     | 9      |
| 2013-2014                | Bayern Monaco            | BL                       | 23         | 4          | CG              | 4               | 1               | UCL                | 8                  | 3                  | SG+SU+Cmc   | 1+0+0       | 0           | 36     | 8      |
| 2014-2015                | Bayern Monaco            | BL                       | 20         | 5          | CG              | 2               | 0               | UCL                | 6                  | 0                  | SG          | 0           | 0           | 28     | 5      |
| Totale Bayern Monaco     | Totale Bayern Monaco     | Totale Bayern Monaco     | 342        | 45         |                 | 47+6            | 9+1             |                    | 103                | 13                 |             | 2           | 0           | 500    | 68     |
| 2015-2016                | Manchester Utd           | PL                       | 18         | 1          | FACup+CdL       | 2+1             | 0               | UCL+UEL            | 8+2                | 0                  | -           | -           | -           | 31     | 1      |
| 2016 -mar.2017           | Manchester Utd           | PL                       | 0          | 0          | FACup+CdL       | 2+1             | 1+0             | UEL                | 1                  | 0                  | CS          | 0           | 0           | 4      | 1      |
| Totale Manchester United | Totale Manchester United | Totale Manchester United | 18         | 1          |                 | 4+2             | 1+0             |                    | 11                 | 0                  |             | 0           | 0           | 35     | 2      |
| 2017                     | Chicago Fire             | MLS                      | 24+1       | 3+0        | USOC            | 1               | 0               | -                  | -                  | -                  | -           | -           | -           | 26     | 3      |
| 2018                     | Chicago Fire             | MLS                      | 31         | 4          | USOC            | 4               | 0               | -                  | -                  | -                  | -           | -           | -           | 35     | 4      |
| 2019                     | Chicago Fire             | MLS                      | 30         | 1          | USOC            | 0               | 0               | -                  | -                  | -                  | LC          | 1           | 0           | 31     | 1      |
| Totale Chicago Fire      | Totale Chicago Fire      | Totale Chicago Fire      | 85+1       | 8+0        |                 | 5               | 0               |                    | -                  | -                  |             | 1           | 0           | 92     | 8      |
| Totale carriera          | Totale carriera          | Totale carriera          | 479+1      | 56+0       |                 | 66              | 11              |                    | 114                | 13                 |             | 3           | 0           | 663    | 80     |

### Cronologia presenze e reti in nazionale
| Cronologia completa delle presenze e delle reti in nazionale ― Germania | Cronologia completa delle presenze e delle reti in nazionale ― Germania | Cronologia completa delle presenze e delle reti in nazionale ― Germania | Cronologia completa delle presenze e delle reti in nazionale ― Germania | Cronologia completa delle presenze e delle reti in nazionale ― Germania | Cronologia completa delle presenze e delle reti in nazionale ― Germania | Cronologia completa delle presenze e delle reti in nazionale ― Germania | Cronologia completa delle presenze e delle reti in nazionale ― Germania |
| Data                                                                    | Città                                                                   | In casa                                                                 | Risultato                                                               | Ospiti                                                                  | Competizione                                                            | Reti                                                                    | Note                                                                    |
| ----------------------------------------------------------------------- | ----------------------------------------------------------------------- | ----------------------------------------------------------------------- | ----------------------------------------------------------------------- | ----------------------------------------------------------------------- | ----------------------------------------------------------------------- | ----------------------------------------------------------------------- | ----------------------------------------------------------------------- |
| 6-6-2004                                                                | Kaiserslautern                                                          | Germania                                                                | 0 – 2                                                                   | Ungheria                                                                | Amichevole                                                              | -                                                                       | 46’                                                                     |
| 15-6-2004                                                               | Porto                                                                   | Germania                                                                | 1 – 1                                                                   | Paesi Bassi                                                             | Euro 2004 - 1º turno                                                    | -                                                                       | 68’                                                                     |
| 19-6-2004                                                               | Porto                                                                   | Lettonia                                                                | 0 – 0                                                                   | Germania                                                                | Euro 2004 - 1º turno                                                    | -                                                                       | 46’                                                                     |
| 23-6-2004                                                               | Lisbona                                                                 | Germania                                                                | 1 – 2                                                                   | Rep. Ceca                                                               | Euro 2004 - 1º turno                                                    | -                                                                       | 85’                                                                     |
| 18-8-2004                                                               | Vienna                                                                  | Austria                                                                 | 1 – 3                                                                   | Germania                                                                | Amichevole                                                              | -                                                                       | 63’                                                                     |
| 9-10-2004                                                               | Teheran                                                                 | Iran                                                                    | 0 – 2                                                                   | Germania                                                                | Amichevole                                                              | -                                                                       | 87’                                                                     |
| 17-11-2004                                                              | Lipsia                                                                  | Germania                                                                | 3 – 0                                                                   | Camerun                                                                 | Amichevole                                                              | -                                                                       |                                                                         |
| 16-12-2004                                                              | Yokohama                                                                | Giappone                                                                | 0 – 3                                                                   | Germania                                                                | Amichevole                                                              | -                                                                       | 62’                                                                     |
| 19-12-2004                                                              | Pusan                                                                   | Corea del Sud                                                           | 3 – 1                                                                   | Germania                                                                | Amichevole                                                              | -                                                                       | 64’                                                                     |
| 21-12-2004                                                              | Bangkok                                                                 | Thailandia                                                              | 1 – 5                                                                   | Germania                                                                | Amichevole                                                              | -                                                                       |                                                                         |
| 9-2-2005                                                                | Düsseldorf                                                              | Germania                                                                | 2 – 2                                                                   | Argentina                                                               | Amichevole                                                              | -                                                                       | 74’                                                                     |
| 26-3-2005                                                               | Celje                                                                   | Slovenia                                                                | 0 – 1                                                                   | Germania                                                                | Amichevole                                                              | -                                                                       | 59’                                                                     |
| 4-6-2005                                                                | Belfast                                                                 | Irlanda del Nord                                                        | 1 – 4                                                                   | Germania                                                                | Amichevole                                                              | -                                                                       | 46’                                                                     |
| 8-6-2005                                                                | Mönchengladbach                                                         | Germania                                                                | 2 – 2                                                                   | Russia                                                                  | Amichevole                                                              | 2                                                                       | 83’                                                                     |
| 15-6-2005                                                               | Francoforte sul Meno                                                    | Germania                                                                | 4 – 3                                                                   | Australia                                                               | Conf. Cup 2005 - 1º turno                                               | -                                                                       | 51’ 83’                                                                 |
| 18-6-2005                                                               | Colonia                                                                 | Tunisia                                                                 | 0 – 3                                                                   | Germania                                                                | Conf. Cup 2005 - 1º turno                                               | 1                                                                       |                                                                         |
| 21-6-2005                                                               | Norimberga                                                              | Argentina                                                               | 2 – 2                                                                   | Germania                                                                | Conf. Cup 2005 - 1º turno                                               | -                                                                       | 48’ 70’                                                                 |
| 29-6-2005                                                               | Lipsia                                                                  | Germania                                                                | 4 – 3 dts                                                               | Messico                                                                 | Conf. Cup 2005 - Finale 3º posto                                        | 1                                                                       | 83’                                                                     |
| 3-9-2005                                                                | Bratislava                                                              | Slovacchia                                                              | 2 – 0                                                                   | Germania                                                                | Amichevole                                                              | -                                                                       | 46’                                                                     |
| 7-9-2005                                                                | Brema                                                                   | Germania                                                                | 4 – 2                                                                   | Ungheria                                                                | Amichevole                                                              | -                                                                       | 67’                                                                     |
| 8-10-2005                                                               | Istanbul                                                                | Turchia                                                                 | 2 – 1                                                                   | Germania                                                                | Amichevole                                                              | -                                                                       | 80’                                                                     |
| 12-10-2005                                                              | Amburgo                                                                 | Germania                                                                | 1 – 0                                                                   | Cina                                                                    | Amichevole                                                              | -                                                                       | 88’                                                                     |
| 12-11-2005                                                              | Saint-Denis                                                             | Francia                                                                 | 0 – 0                                                                   | Germania                                                                | Amichevole                                                              | -                                                                       | 44’                                                                     |
| 1-3-2006                                                                | Firenze                                                                 | Italia                                                                  | 4 – 1                                                                   | Germania                                                                | Amichevole                                                              | -                                                                       | 67’                                                                     |
| 22-3-2006                                                               | Dortmund                                                                | Germania                                                                | 4 – 1                                                                   | Stati Uniti                                                             | Amichevole                                                              | 1                                                                       | 46’                                                                     |
| 27-5-2006                                                               | Friburgo in Brisgovia                                                   | Germania                                                                | 7 – 0                                                                   | Lussemburgo                                                             | Amichevole                                                              | -                                                                       |                                                                         |
| 30-5-2006                                                               | Leverkusen                                                              | Germania                                                                | 2 – 2                                                                   | Giappone                                                                | Amichevole                                                              | 1                                                                       |                                                                         |
| 2-6-2006                                                                | Mönchengladbach                                                         | Germania                                                                | 3 – 0                                                                   | Colombia                                                                | Amichevole                                                              | 1                                                                       | 73’                                                                     |
| 9-6-2006                                                                | Monaco di Baviera                                                       | Germania                                                                | 4 – 2                                                                   | Costa Rica                                                              | Mondiali 2006 - 1º turno                                                | -                                                                       |                                                                         |
| 14-6-2006                                                               | Dortmund                                                                | Germania                                                                | 1 – 0                                                                   | Polonia                                                                 | Mondiali 2006 - 1º turno                                                | -                                                                       | 77’                                                                     |
| 20-6-2006                                                               | Berlino                                                                 | Ecuador                                                                 | 0 – 3                                                                   | Germania                                                                | Mondiali 2006 - 1º turno                                                | -                                                                       |                                                                         |
| 24-6-2006                                                               | Gelsenkirchen                                                           | Germania                                                                | 2 – 0                                                                   | Svezia                                                                  | Mondiali 2006 - Ottavi di finale                                        | -                                                                       | 72’                                                                     |
| 30-6-2006                                                               | Berlino                                                                 | Germania                                                                | 1 – 1 dts (4 – 2 dtr)                                                   | Argentina                                                               | Mondiali 2006 - Quarti di finale                                        | -                                                                       | 74’                                                                     |
| 4-7-2006                                                                | Dortmund                                                                | Germania                                                                | 0 – 2 dts                                                               | Italia                                                                  | Mondiali 2006 - Semifinale                                              | -                                                                       | 73’                                                                     |
| 8-7-2006                                                                | Stoccarda                                                               | Germania                                                                | 3 – 1                                                                   | Portogallo                                                              | Mondiali 2006 - Finale 3º posto                                         | 2                                                                       | 78’ 79’                                                                 |
| 16-8-2006                                                               | Monaco di Baviera                                                       | Germania                                                                | 3 – 0                                                                   | Finlandia                                                               | Amichevole                                                              | -                                                                       |                                                                         |
| 2-9-2006                                                                | Stoccarda                                                               | Germania                                                                | 1 – 0                                                                   | Irlanda                                                                 | Qual. Euro 2008                                                         | -                                                                       | 49’                                                                     |
| 6-9-2006                                                                | Serravalle                                                              | San Marino                                                              | 0 – 13                                                                  | Germania                                                                | Qual. Euro 2008                                                         | 2                                                                       |                                                                         |
| 7-10-2006                                                               | Rostock                                                                 | Germania                                                                | 2 – 0                                                                   | Georgia                                                                 | Amichevole                                                              | 1                                                                       |                                                                         |
| 11-10-2006                                                              | Bratislava                                                              | Slovacchia                                                              | 1 – 4                                                                   | Germania                                                                | Qual. Euro 2008                                                         | 1                                                                       | 77’                                                                     |
| 15-11-2006                                                              | Nicosia                                                                 | Cipro                                                                   | 1 – 1                                                                   | Germania                                                                | Qual. Euro 2008                                                         | -                                                                       |                                                                         |
| 7-2-2007                                                                | Düsseldorf                                                              | Germania                                                                | 3 – 1                                                                   | Svizzera                                                                | Amichevole                                                              | -                                                                       | 74’                                                                     |
| 24-3-2007                                                               | Praga                                                                   | Rep. Ceca                                                               | 1 – 2                                                                   | Germania                                                                | Qual. Euro 2008                                                         | -                                                                       |                                                                         |
| 8-9-2007                                                                | Cardiff                                                                 | Galles                                                                  | 0 – 2                                                                   | Germania                                                                | Qual. Euro 2008                                                         | -                                                                       |                                                                         |
| 12-9-2007                                                               | Colonia                                                                 | Germania                                                                | 3 – 1                                                                   | Romania                                                                 | Amichevole                                                              | -                                                                       |                                                                         |
| 13-10-2007                                                              | Dublino                                                                 | Irlanda                                                                 | 0 – 0                                                                   | Germania                                                                | Qual. Euro 2008                                                         | -                                                                       | 18’                                                                     |
| 17-10-2007                                                              | Monaco di Baviera                                                       | Germania                                                                | 0 – 3                                                                   | Rep. Ceca                                                               | Qual. Euro 2008                                                         | -                                                                       | 65’                                                                     |
| 6-2-2008                                                                | Vienna                                                                  | Austria                                                                 | 0 – 3                                                                   | Germania                                                                | Amichevole                                                              | -                                                                       |                                                                         |
| 26-3-2008                                                               | Basilea                                                                 | Svizzera                                                                | 0 – 4                                                                   | Germania                                                                | Amichevole                                                              | -                                                                       | 45’                                                                     |
| 27-5-2008                                                               | Kaiserslautern                                                          | Germania                                                                | 2 – 2                                                                   | Bielorussia                                                             | Amichevole                                                              | -                                                                       | 46’                                                                     |
| 31-5-2008                                                               | Gelsenkirchen                                                           | Germania                                                                | 2 – 1                                                                   | Serbia                                                                  | Amichevole                                                              | -                                                                       | 79’                                                                     |
| 8-6-2008                                                                | Klagenfurt am Wörthersee                                                | Germania                                                                | 2 – 0                                                                   | Polonia                                                                 | Euro 2008 - 1º turno                                                    | -                                                                       | 55’ 64’                                                                 |
| 12-6-2008                                                               | Klagenfurt am Wörthersee                                                | Croazia                                                                 | 2 – 1                                                                   | Germania                                                                | Euro 2008 - 1º turno                                                    | -                                                                       | 65’ 90+2’                                                               |
| 19-6-2008                                                               | Basilea                                                                 | Portogallo                                                              | 2 – 3                                                                   | Germania                                                                | Euro 2008 - Quarti di finale                                            | 1                                                                       | 83’                                                                     |
| 25-6-2008                                                               | Basilea                                                                 | Germania                                                                | 3 – 2                                                                   | Turchia                                                                 | Euro 2008 - Semifinale                                                  | 1                                                                       |                                                                         |
| 29-6-2008                                                               | Vienna                                                                  | Germania                                                                | 0 – 1                                                                   | Spagna                                                                  | Euro 2008 - Finale                                                      | -                                                                       | [ 28 ]                                                                  |
| 20-8-2008                                                               | Norimberga                                                              | Germania                                                                | 2 – 0                                                                   | Belgio                                                                  | Amichevole                                                              | 1                                                                       |                                                                         |
| 6-9-2008                                                                | Vaduz                                                                   | Liechtenstein                                                           | 0 – 6                                                                   | Germania                                                                | Qual. Mondiali 2010                                                     | 1                                                                       |                                                                         |
| 10-9-2008                                                               | Helsinki                                                                | Finlandia                                                               | 3 – 3                                                                   | Germania                                                                | Qual. Mondiali 2010                                                     | -                                                                       |                                                                         |
| 11-10-2008                                                              | Dortmund                                                                | Germania                                                                | 2 – 1                                                                   | Russia                                                                  | Qual. Mondiali 2010                                                     | -                                                                       |                                                                         |
| 15-10-2008                                                              | Mönchengladbach                                                         | Germania                                                                | 1 – 0                                                                   | Galles                                                                  | Qual. Mondiali 2010                                                     | -                                                                       |                                                                         |
| 19-11-2008                                                              | Berlino                                                                 | Germania                                                                | 1 – 2                                                                   | Inghilterra                                                             | Amichevole                                                              | -                                                                       |                                                                         |
| 11-2-2009                                                               | Düsseldorf                                                              | Germania                                                                | 0 – 1                                                                   | Norvegia                                                                | Amichevole                                                              | -                                                                       |                                                                         |
| 28-3-2009                                                               | Lipsia                                                                  | Germania                                                                | 4 – 0                                                                   | Liechtenstein                                                           | Qual. Mondiali 2010                                                     | 1                                                                       | 88’                                                                     |
| 1-4-2009                                                                | Cardiff                                                                 | Galles                                                                  | 0 – 2                                                                   | Germania                                                                | Qual. Mondiali 2010                                                     | -                                                                       | 86’                                                                     |
| 29-5-2009                                                               | Shanghai                                                                | Cina                                                                    | 1 – 1                                                                   | Germania                                                                | Amichevole                                                              | -                                                                       |                                                                         |
| 2-6-2009                                                                | Dubai                                                                   | Emirati Arabi Uniti                                                     | 2 – 7                                                                   | Germania                                                                | Amichevole                                                              | -                                                                       | cap.                                                                    |
| 12-8-2009                                                               | Baku                                                                    | Azerbaigian                                                             | 0 – 2                                                                   | Germania                                                                | Qual. Mondiali 2010                                                     | 1                                                                       |                                                                         |
| 5-9-2009                                                                | Leverkusen                                                              | Germania                                                                | 2 – 0                                                                   | Israele                                                                 | Amichevole                                                              | -                                                                       | 84’                                                                     |
| 9-9-2009                                                                | Hannover                                                                | Germania                                                                | 4 – 0                                                                   | Azerbaigian                                                             | Qual. Mondiali 2010                                                     | -                                                                       | 65’                                                                     |
| 10-10-2009                                                              | Mosca                                                                   | Russia                                                                  | 0 – 1                                                                   | Germania                                                                | Qual. Mondiali 2010                                                     | -                                                                       |                                                                         |
| 18-11-2009                                                              | Gelsenkirchen                                                           | Germania                                                                | 2 – 2                                                                   | Costa d'Avorio                                                          | Amichevole                                                              | -                                                                       | 79’                                                                     |
| 3-3-2010                                                                | Monaco di Baviera                                                       | Germania                                                                | 0 – 1                                                                   | Argentina                                                               | Amichevole                                                              | -                                                                       | 28’ 76’                                                                 |
| 3-6-2010                                                                | Francoforte sul Meno                                                    | Germania                                                                | 3 – 1                                                                   | Bosnia ed Erzegovina                                                    | Amichevole                                                              | 2                                                                       | 87’                                                                     |
| 13-6-2010                                                               | Durban                                                                  | Germania                                                                | 4 – 0                                                                   | Australia                                                               | Mondiali 2010 - 1º turno                                                | -                                                                       |                                                                         |
| 18-6-2010                                                               | Port Elizabeth                                                          | Germania                                                                | 0 – 1                                                                   | Serbia                                                                  | Mondiali 2010 - 1º turno                                                | -                                                                       | 73’                                                                     |
| 23-6-2010                                                               | Johannesburg                                                            | Ghana                                                                   | 0 – 1                                                                   | Germania                                                                | Mondiali 2010 - 1º turno                                                | -                                                                       | 81’                                                                     |
| 27-6-2010                                                               | Bloemfontein                                                            | Germania                                                                | 4 – 1                                                                   | Inghilterra                                                             | Mondiali 2010 - Ottavi di finale                                        | -                                                                       |                                                                         |
| 3-7-2010                                                                | Città del Capo                                                          | Argentina                                                               | 0 – 4                                                                   | Germania                                                                | Mondiali 2010 - Quarti di finale                                        | -                                                                       |                                                                         |
| 7-7-2010                                                                | Durban                                                                  | Germania                                                                | 0 – 1                                                                   | Spagna                                                                  | Mondiali 2010 - Semifinale                                              | -                                                                       |                                                                         |
| 10-7-2010                                                               | Port Elizabeth                                                          | Uruguay                                                                 | 2 – 3                                                                   | Germania                                                                | Mondiali 2010 - Finale 3º posto                                         | -                                                                       | cap.                                                                    |
| 3-9-2010                                                                | Bruxelles                                                               | Belgio                                                                  | 0 – 1                                                                   | Germania                                                                | Qual. Euro 2012                                                         | -                                                                       | 45’                                                                     |
| 7-9-2010                                                                | Colonia                                                                 | Germania                                                                | 6 – 1                                                                   | Azerbaigian                                                             | Qual. Euro 2012                                                         | -                                                                       | 78’                                                                     |
| 17-11-2010                                                              | Göteborg                                                                | Svezia                                                                  | 0 – 0                                                                   | Germania                                                                | Amichevole                                                              | -                                                                       | cap. 59’                                                                |
| 9-2-2011                                                                | Dortmund                                                                | Germania                                                                | 1 – 1                                                                   | Italia                                                                  | Amichevole                                                              | -                                                                       |                                                                         |
| 26-3-2011                                                               | Kaiserslautern                                                          | Germania                                                                | 4 – 0                                                                   | Kazakistan                                                              | Qual. Euro 2012                                                         | -                                                                       | 77’                                                                     |
| 29-3-2011                                                               | Mönchengladbach                                                         | Germania                                                                | 1 – 2                                                                   | Australia                                                               | Amichevole                                                              | -                                                                       | cap. 64’                                                                |
| 10-8-2011                                                               | Stoccarda                                                               | Germania                                                                | 3 – 2                                                                   | Brasile                                                                 | Amichevole                                                              | 1                                                                       | 86’                                                                     |
| 2-9-2011                                                                | Gelsenkirchen                                                           | Germania                                                                | 6 – 2                                                                   | Austria                                                                 | Qual. Euro 2012                                                         | -                                                                       |                                                                         |
| 7-10-2011                                                               | Istanbul                                                                | Turchia                                                                 | 1 – 3                                                                   | Germania                                                                | Qual. Euro 2012                                                         | 1                                                                       |                                                                         |
| 9-6-2012                                                                | Leopoli                                                                 | Germania                                                                | 1 – 0                                                                   | Portogallo                                                              | Euro 2012 - 1º turno                                                    | -                                                                       |                                                                         |
| 13-6-2012                                                               | Charkiv                                                                 | Paesi Bassi                                                             | 1 – 2                                                                   | Germania                                                                | Euro 2012 - 1º turno                                                    | -                                                                       |                                                                         |
| 17-6-2012                                                               | Leopoli                                                                 | Danimarca                                                               | 1 – 2                                                                   | Germania                                                                | Euro 2012 - 1º turno                                                    | -                                                                       |                                                                         |
| 22-6-2012                                                               | Danzica                                                                 | Germania                                                                | 4 – 2                                                                   | Grecia                                                                  | Euro 2012 - Quarti di finale                                            | -                                                                       |                                                                         |
| 28-6-2012                                                               | Varsavia                                                                | Germania                                                                | 1 – 2                                                                   | Italia                                                                  | Euro 2012 - Semifinale                                                  | -                                                                       |                                                                         |
| 12-10-2012                                                              | Dublino                                                                 | Irlanda                                                                 | 1 – 6                                                                   | Germania                                                                | Qual. Mondiali 2014                                                     | -                                                                       | cap.                                                                    |
| 16-10-2012                                                              | Berlino                                                                 | Germania                                                                | 4 – 4                                                                   | Svezia                                                                  | Qual. Mondiali 2014                                                     | -                                                                       | 90’                                                                     |
| 22-3-2013                                                               | Astana                                                                  | Kazakistan                                                              | 0 – 3                                                                   | Germania                                                                | Qual. Mondiali 2014                                                     | -                                                                       | 70’                                                                     |
| 11-10-2013                                                              | Colonia                                                                 | Germania                                                                | 3 – 0                                                                   | Irlanda                                                                 | Qual. Mondiali 2014                                                     | -                                                                       |                                                                         |
| 15-10-2013                                                              | Solna                                                                   | Svezia                                                                  | 3 – 5                                                                   | Germania                                                                | Qual. Mondiali 2014                                                     | -                                                                       |                                                                         |
| 5-3-2014                                                                | Stoccarda                                                               | Germania                                                                | 1 – 0                                                                   | Cile                                                                    | Amichevole                                                              | -                                                                       |                                                                         |
| 6-6-2014                                                                | Magonza                                                                 | Germania                                                                | 6 – 1                                                                   | Armenia                                                                 | Amichevole                                                              | -                                                                       | 59’                                                                     |
| 21-6-2014                                                               | Fortaleza                                                               | Ghana                                                                   | 2 – 2                                                                   | Germania                                                                | Mondiali 2014 - 1º turno                                                | -                                                                       | 69’                                                                     |
| 26-6-2014                                                               | Recife                                                                  | Stati Uniti                                                             | 0 – 1                                                                   | Germania                                                                | Mondiali 2014 - 1º turno                                                | -                                                                       |                                                                         |
| 30-6-2014                                                               | Porto Alegre                                                            | Germania                                                                | 2 – 1 dts                                                               | Algeria                                                                 | Mondiali 2014 - Ottavi di finale                                        | -                                                                       |                                                                         |
| 4-7-2014                                                                | Rio de Janeiro                                                          | Francia                                                                 | 0 – 1                                                                   | Germania                                                                | Mondiali 2014 - Quarti di finale                                        | -                                                                       | 80’                                                                     |
| 8-7-2014                                                                | Belo Horizonte                                                          | Brasile                                                                 | 1 – 7                                                                   | Germania                                                                | Mondiali 2014 - Semifinale                                              | -                                                                       |                                                                         |
| 13-7-2014                                                               | Rio de Janeiro                                                          | Germania                                                                | 1 – 0 dts                                                               | Argentina                                                               | Mondiali 2014 - Finale                                                  | -                                                                       | 29’                                                                     |
| 29-3-2015                                                               | Tbilisi                                                                 | Georgia                                                                 | 0 – 2                                                                   | Germania                                                                | Qual. Euro 2016                                                         | -                                                                       | cap. 81’                                                                |
| 10-6-2015                                                               | Colonia                                                                 | Germania                                                                | 1 – 2                                                                   | Stati Uniti                                                             | Amichevole                                                              | -                                                                       | cap. 46’                                                                |
| 13-6-2015                                                               | Faro                                                                    | Gibilterra                                                              | 0 – 7                                                                   | Germania                                                                | Qual. Euro 2016                                                         | -                                                                       | cap.                                                                    |
| 4-9-2015                                                                | Francoforte sul Meno                                                    | Germania                                                                | 3 – 1                                                                   | Polonia                                                                 | Qual. Euro 2016                                                         | -                                                                       | cap. 79’                                                                |
| 27-9-2015                                                               | Glasgow                                                                 | Scozia                                                                  | 2 – 3                                                                   | Germania                                                                | Qual. Euro 2016                                                         | -                                                                       | cap.                                                                    |
| 13-11-2015                                                              | Parigi                                                                  | Francia                                                                 | 2 – 0                                                                   | Germania                                                                | Amichevole                                                              | -                                                                       | cap.                                                                    |
| 4-6-2016                                                                | Gelsenkirchen                                                           | Germania                                                                | 2 – 0                                                                   | Ungheria                                                                | Amichevole                                                              | -                                                                       | 68’                                                                     |
| 12-6-2016                                                               | Lilla                                                                   | Germania                                                                | 2 – 0                                                                   | Ucraina                                                                 | Euro 2016 - 1º turno                                                    | 1                                                                       | 90’                                                                     |
| 21-6-2016                                                               | Parigi                                                                  | Irlanda del Nord                                                        | 0 – 1                                                                   | Germania                                                                | Euro 2016 - 1º turno                                                    | -                                                                       | 69’                                                                     |
| 26-6-2016                                                               | Villeneuve-d'Ascq                                                       | Germania                                                                | 3 – 0                                                                   | Slovacchia                                                              | Euro 2016 - Ottavi di finale                                            | -                                                                       | 76’                                                                     |
| 2-7-2016                                                                | Bordeaux                                                                | Germania                                                                | 1 – 1 dts (6 – 5 dtr)                                                   | Italia                                                                  | Euro 2016 - Quarti di finale                                            | -                                                                       | 16’ cap.                                                                |
| 7-7-2016                                                                | Marsiglia                                                               | Germania                                                                | 0 – 2                                                                   | Francia                                                                 | Euro 2016 - Semifinale                                                  | -                                                                       | cap. 45+1’ 79’                                                          |
| 31-8-2016                                                               | Mönchengladbach                                                         | Germania                                                                | 2 – 0                                                                   | Finlandia                                                               | Amichevole                                                              | -                                                                       | cap. 68’                                                                |
| Totale                                                                  |                                                                         | Presenze (6º posto)                                                     | 121                                                                     |                                                                         | Reti                                                                    | 24                                                                      |                                                                         |

## Palmarès

### Club

#### Competizioni giovanili
- Campionato tedesco Under-17: 1

2001
- Campionato tedesco Under-19: 1

2002

#### Competizioni nazionali
- Campionato tedesco: 8

Bayern Monaco: 2002-2003, 2004-2005, 2005-2006, 2007-2008, 2009-2010, 2012-2013, 2013-2014, 2014-2015
- Coppa di Germania: 7  (record)

Bayern Monaco: 2002-2003, 2004-2005, 2005-2006, 2007-2008, 2009-2010, 2012-2013, 2013-2014
- Coppa di Lega tedesca: 2

Bayern Monaco: 2004, 2007
- Supercoppa di Germania: 2

Bayern Monaco: 2010, 2012
- Coppa d'Inghilterra: 1

Manchester United: 2015-2016
- Community Shield: 1

Manchester United: 2016
- Coppa di Lega inglese: 1

Manchester United: 2016-2017

#### Competizioni internazionali
- UEFA Champions League: 1

Bayern Monaco: 2012-2013
- Supercoppa UEFA: 1

Bayern Monaco: 2013
- Coppa del mondo per club: 1

Bayern Monaco: 2013
- UEFA Europa League: 1

Manchester United: 2016-17

### Nazionale
- Campionato mondiale: 1

Brasile 2014

### Individuale
- All-Star Team del Campionato mondiale di calcio: 1

2010
- Miglior assistman del Campionato mondiale di calcio: 1

2010 (3 assist a pari merito con Thomas Müller, Mesut Özil, Kaká e Dirk Kuyt)
- ESM Team of the Year: 1

2012-2013
- Calciatore tedesco dell'anno: 1

2013

## Critiche
Schweinsteiger ha ricevuto spesso critiche per la qualità delle sue affermazioni nel suo lavoro di commentatore. Si dice che manchi di eloquenza.
Nel 2018, Schweinsteiger è apparso come il volto di una campagna nel settore del gioco d'azzardo. Ha ricevuto critiche, tra gli altri, dal Centro federale per l'educazione sanitaria, che ha affermato che atleti famosi come Bastian Schweinsteiger dovrebbero fungere da modelli nella prevenzione delle dipendenze.